# خط عرض 42° جنوب
خط عرض 42° جنوب هي إحدى دوائر العرض الجغرافية، وهي دوائر وهمية تحيط بالكرة الأرضية، وموازية لخط الاستواء، وتتميز هذه الدائرة بأن الأراضي الواقعة عليها تنتمي للمنطقة المعتدلة الدفيئة.

## حول العالم
خط عرض 42° جنوب يبدأ من خط الزوال الأولي ويتجه شرقا ويمر عبر:
| الإحداثيات                           | البلد أو الإقليم أو البحر | ملاحظات                                                                     |
| ------------------------------------ | ------------------------- | --------------------------------------------------------------------------- |
| 42°0′S 0°0′E / 42.000°S 0.000°E      | المحيط الأطلسي            |                                                                             |
| 42°0′S 20°0′E / 42.000°S 20.000°E    | المحيط الهندي             |                                                                             |
| 42°0′S 145°13′E / 42.000°S 145.217°E | أستراليا                  | تاسمانيا                                                                    |
| 42°0′S 148°17′E / 42.000°S 148.283°E | المحيط الهادئ             | بحر تسمان                                                                   |
| 42°0′S 171°23′E / 42.000°S 171.383°E | نيوزيلندا                 | الجزيرة الجنوبية (نيوزيلندا)                                                |
| 42°0′S 174°0′E / 42.000°S 174.000°E  | المحيط الهادئ             |                                                                             |
| 42°0′S 74°3′W / 42.000°S 74.050°W    | تشيلي                     | جزيرة شيلوي (إقليم لوس لاغوس)                                               |
| 42°0′S 73°30′W / 42.000°S 73.500°W   | Gulf of Ancud             |                                                                             |
| 42°0′S 72°44′W / 42.000°S 72.733°W   | تشيلي                     | Los Lagos Region                                                            |
| 42°0′S 71°46′W / 42.000°S 71.767°W   | الأرجنتين                 | The parallel defines the border between ريو نيغرو (محافظة) وتشوبوت (محافظة) |
| 42°0′S 65°4′W / 42.000°S 65.067°W    | المحيط الأطلسي            |                                                                             |